# Procès d'Istanbul de 1919-1920
Les procès d'Istanbul de 1919-1920,,,, aussi appelées les cours martiales ottomanes de 1919-1920, sont des cours martiales à Istanbul qui se tiennent après l'armistice de Moudros dans l'Empire ottoman en 1919 et 1920, au cours desquelles des dirigeants du Comité union et progrès (CUP), regroupant les Jeunes-Turcs ainsi qu'un certain nombre de fonctionnaires, sont jugés sur différents chefs d'accusations, dont le massacre d'Arméniens au cours du génocide arménien, ainsi que celui de Grecs (génocide grec pontique) et des Assyriens (génocide assyrien) au cours de la Première Guerre mondiale. Les tribunaux s'appuient notamment sur les travaux de la commission Mazhar, établie le 21 novembre 1918 par le sultan Mehmed VI et présidée par Hasan Mazhar.

## Procès

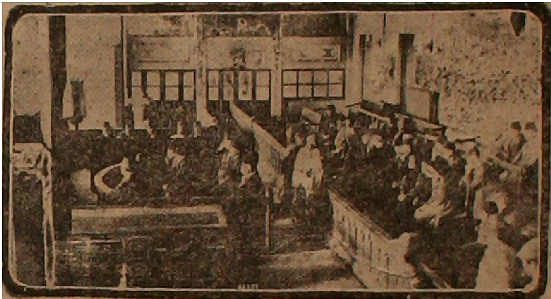
Session des cours martiales du 3 avril 2019.

La cour a notamment reconnu que l'intention du CUP était d'éliminer « physiquement » les Arméniens de la Turquie, ce qui peut être interprété comme une reconnaissance du caractère génocidaire du massacre des Arméniens sous leur gouvernement, même si le terme, qui n'existait pas encore, ne fut pas utilisé formellement.
Liste des condamnés exécutés :
- Mehmed Kemal, ancien gouverneur de la province de Yozgat, condamné à la pendaison
- Abdullah Avni, commandant de la gendarmerie d'Erzincan, condamné à la pendaison
- Behramzade Nusret, gouverneur de Bayburt, condamné à la pendaison

Condamnés à mort par contumace :
- Talaat Pacha, ancien grand Vizir
- Enver Efendi, ancien ministre de la Guerre
- Cemal Efendi, ancien ministre de la Marine
- Nazim Efendi, ancien ministre de l'Éducation

Tous les condamnés à mort reçoivent une fatwa du cheikh al-Islam au nom de Mehmed VI avant leur exécution, la loi prévoyant qu'on ne peut exécuter un musulman sans une fatwa du sultan-calife. C'est aussi une façon pour Mehmed VI de montrer sa désapprobation des condamnés à mort et légitimer sa position, à la fois face à sa situation intérieure et face aux puissances occidentales qui ont gagné la Première Guerre mondiale. 
Ces condamnés étant alors en fuite, ce sont des activistes arméniens de la Fédération révolutionnaire arménienne qui « exécutent » les peines hors cadre juridictionnel au cours de l'opération Némésis.
Le CUP fut dissous et ses avoirs confisqués. Toutefois, aucun dédommagement des victimes ne fut prononcé.
Les Alliés critiquèrent néanmoins le procès pour son manque de transparence. La cour martiale reçut notamment des pressions dans le contexte des manifestations contre l'occupation grecque de Smyrne en 1919, la conduisant à libérer 41 suspects sur les 120 mandats d'arrêt.
Les Britanniques, décidés à juger tous les responsables, déportèrent plus d'une centaine de suspects sur Malte, dans l'optique d'organiser un procès en bonne et due forme, mais face aux exigences du nouveau gouvernement provisoire kémaliste opposé à tout jugement, ils acceptèrent de les relâcher contre des prisonniers de guerre britanniques entre 1921 et 1922. Compte tenu de la sympathie d'Atatürk pour son mouvement d'origine, les suspects jeunes-turcs ne furent jamais inquiétés dans la Turquie post-ottomane.
Paradoxalement, une partie des accusés est considérée comme des héros de l'histoire de la Turquie depuis Mustafa Kemal Atatürk, à l'instar de l'exemple très marquant de Mehmed Kemal, premier condamné à mort des cours martiales dont la tombe est devenu un mémorial national.